# 교회법

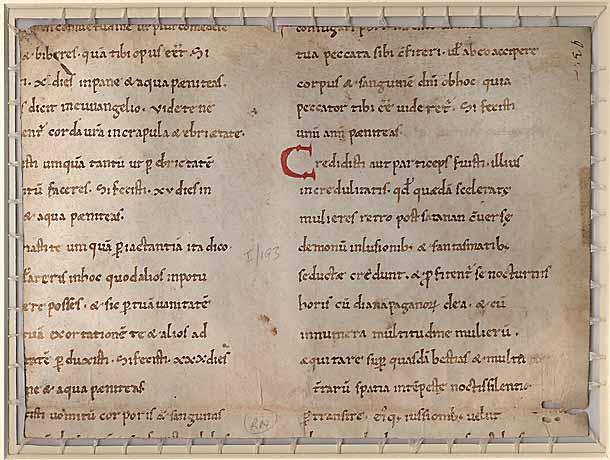

교회법(敎會法, 이탈리아어: Diritto Canonico 디리토 카노니코[*], 영어: Canon law)은 신앙 공동체에 의하여 자체적으로 정립된 기독교 내부의 법 체계를 말한다. 기독교인의 신앙과 행위의 기준(카노네스)에서 유래하였으며, 후에는 교황령 그 밖의 교회입법·관행을 포함하는 교회의 법규를 의미하였다.
교회법은 교회법원에서 적용되고, 후세에서는 국가법에 속하는 세속적 사항에도 관할권이 미쳐, 모든 종교의 공동체가 교회법의 관할 아래 놓이게 되었다. 교회법은 그라티아누스에 의하여 집록(集錄)되어 16세기에 《교회법대전》(敎會法大全 : Corpus Iuris Canonici)으로서 법전화되었다(현행의 《교회법전》(Codex Iuris Canonici)은 1983년에 제정).
종교의 자유와 정교 분리의 원칙에 따라 교회 내부의 사안은 교회 자체에서 해결되어야 한다는 사고는 현대의 여러 민주적 국가에서 관철되었다. 교회법에서는 성직자에 대한 서품(성공회를 제외한 개신교의 경우는 목사안수), 비위를 저지른 성직자(목회자) 및 평신자에 대한 처벌, 각 성직별 의무, 평신자의 의무 등 전반적인 교회 행정을 규정하고 있다.

## 용어의 사용
교회법은 로마 가톨릭교회의 가톨릭 교회법과 여러 개신교의 교회법(교회의 내부조직·활동의 법규인 내부적 교회법)을 포함하는 외에 국가와 교회의 관계에 관한 법규(외부적 교회법)까지도 의미하며, 역사상의 가톨릭 교회법과 반드시 동일하지는 않다. 가톨릭 교회법에는 세속(世俗) 사항이 포함된 일이 있으며, 다른 한편 교회법 본래의 사항을 포함하지 않은 일이 있다. 종교개혁사상의 영향으로 형성된 성공회의 교회법은 가톨릭 교회법에 다음 가는 중요한 것이다. 교파별로 교회법에 대한 호칭이 다른데, 로마 가톨릭교회에서는 교회법, 성공회에서는 관구법규, 개신교에서는 헌법이라고 한다. 현재 세계성공회공동체(Anglican Communion)를 형성하고 있는 각 지역 성공회 교회들 즉, 관구교회들은 성공회 교회가 속한 지역의 전통과 문화에 맞는 고유의 관구법규를 갖고 있다.

## 같이 보기
- 경륜 (신학)
- 종교법
- 샤리아
- 국교